# فريلينية مجعدة
فريلينية مجعدة (الاسم العلمي:Freylinia crispa) هي نوع من النباتات تتبع جنس الفريلينية من الفصيلة الغدبية.